# Cagiva
Cagiva es una compañía italiana fundada en 1950 por Giovanni Castiglioni. Fabricante originalmente de piezas metálicas, entró en el negocio de las motocicletas en 1978. En la actualidad, Cagiva es parte de la compañía MV Agusta.
La sigla Cagiva, surge de combinar en determinado orden, las primeras sílabas del apellido y nombre del fundador, con la primera sílaba del pueblo de origen, de modo que Cagiva es un acrónimo de Castiglioni Giovanni Varese.
En 1979 la empresa alcanzó una producción anual de 40.000 motos, con ocho modelos con motores de dos tiempos que van desde 125 cc hasta 350 cc.
Muchos de los modelos de Harley-Davidson se continuaron en la producción como Cagivas, y la división de motocicletas off-road se ha mejorado y ampliado, con el tiempo la producción de su propia WMX serie de carreras ganador de motocicletas moto-cross.
En 1983 Cagiva con cuatro motores de origen Ducati V-Twin de carrera de 350 cc a 1000 cc entró en el mercado de gran cilindrada.
Cagiva compró Ducati en 1985, pero mantuvo el nombre Ducati que fue mejor reconocido fuera de Italia.
La producción de motocicletas Ducati continuó en Bolonia, mientras que en Varese continuó la producción de Elefant y Alazzurra pero con motores Ducati.
Cagiva continuó con las adquisiciones estratégicas de Moto Morini en 1985 y Husqvarna en 1987 - En 1991 Cagiva también compró las marcas registradas de MV Agusta.
En 1996, la Ducati y las marcas de Moto Morini se vendieron a Texas Pacific Group.
En 1999, por razones estratégicas, la compañía se reestructuró a MV Agusta Motor para convertirse en la principal marca que comprende Cagiva y Husqvarna.
En 2000, la producción del roadster Cagiva terminó.
El 1 de octubre de 2007 Husqvarna fue adquirida por BMW Group.
En 2008, Harley Davidson compró MV Agusta Motor, la empresa matriz de Cagiva, recuperando así parte de control de su antigua fábrica Aermacchi.
El 6 de agosto de 2010, Harley-Davidson vende MV Agusta a su antiguo propietario Claudio Castiglioni. El paquete de MV incluyó también a la marca Cagiva, por lo que nuevamente la familia Castiglioni retomó el control de su antigua marca.

## Competición
A comienzos de los años ochenta, Cagiva empezó a fabricar motos de dirt-track y comenzó un programa masivo de relaciones públicas con la apertura de su rama norteamericana. Contrató a Ron Turner y Duane Summers para probar y desarrollar sus bicicletas. Las motos de motocross Cagiva se caracterizaron por sus potentes motores de gran potencia y características innovadoras, como la línea MX que tenía sólo un muelle en las horquillas delanteras con una horquilla que controlaba la amortiguación y la otra primavera.

### Campeonato del Mundo de 500cc
A finales de la década de 1970 la compañía comenzó a hacer campaña en el Campeonato del Mundo de Motociclismo. Randy Mamola fue su piloto principal desde 1988 hasta 1990, y logró el primer podio de Cagiva. También tendría alguna asistencia técnica de Yamaha. En 1991 firmó el excampeón mundial Eddie Lawson a su equipo. Lawson conseguiría la primera victoria de la compañía cuando ganó el Gran Premio de Hungría de 1992. John Kocinski también ganaría dos Grandes Premios en una Cagiva GP500 (C594), terminando tercero en el campeonato del mundo 1994.
| N.º | Piloto Ganador | Gran Premio                       | Circuito      | Ubicación                 | Temporada | Categoría |
| --- | -------------- | --------------------------------- | ------------- | ------------------------- | --------- | --------- |
| 1   | Eddie Lawson   | Gran Premio de Hungría            | Hungaroring   | Mogyoród, Hungría         | 1992      | 500cc     |
| 2   | John Kocinski  | Gran Premio de los Estados Unidos | Laguna Seca   | Monterrey, Estados Unidos | 1993      | 500cc     |
| 3   | John Kocinski  | Gran Premio de Australia          | Eastern Creek | Sídney, Australia         | 1994      | 500cc     |

### Rally Dakar

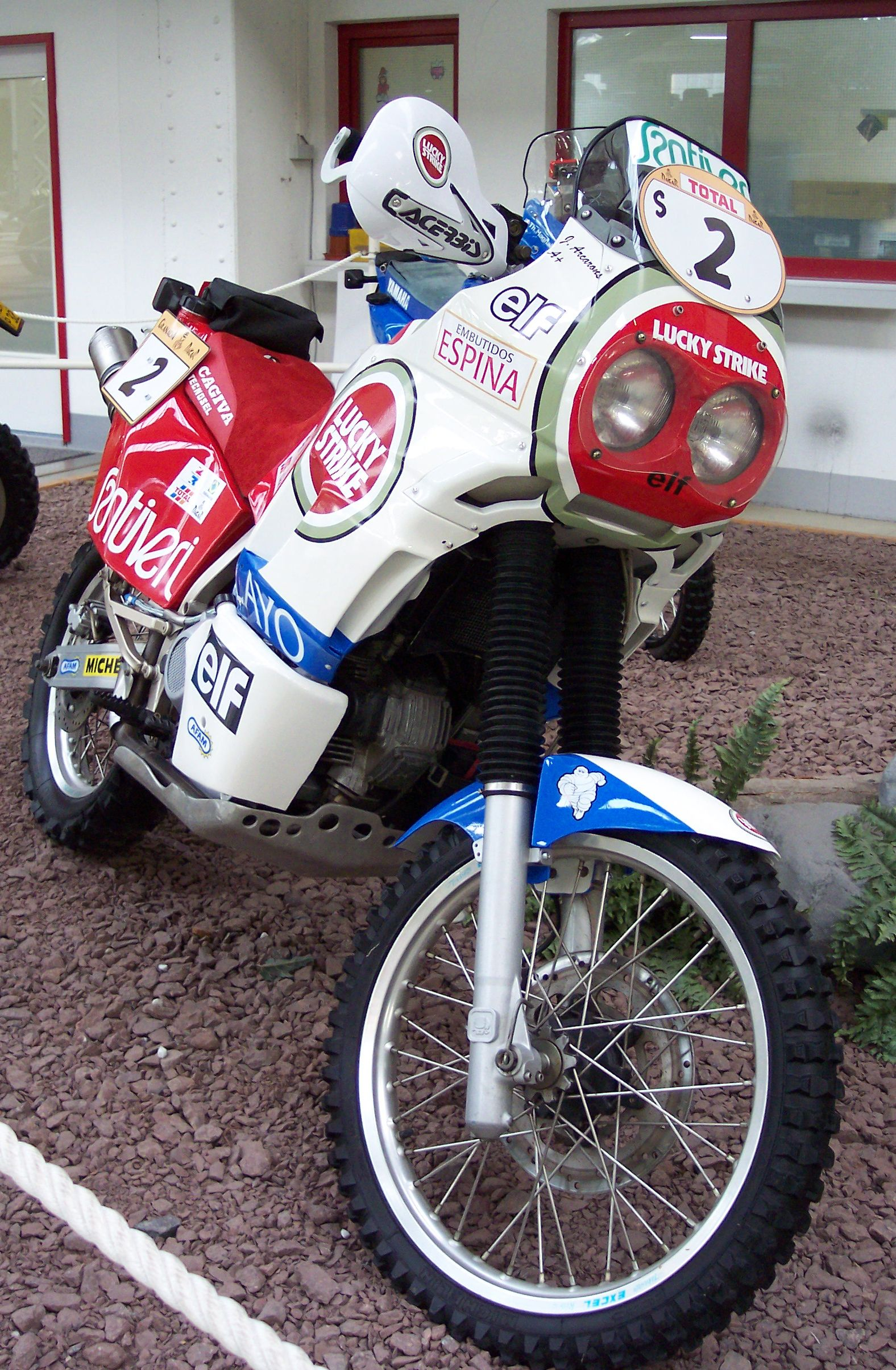
La Cagiva Elefant 750 de Jordi Arcarons Rally Granada-Dakar 1995

En 1990 y 1994 el piloto italiano Edi Orioli ganó el Rally Dakar en una Cagiva Elefant 900 impulsada por un motor Ducati.
| Año  | Campeón    | Motocicleta        |
| ---- | ---------- | ------------------ |
| 1990 | Edi Orioli | Cagiva Elefant 900 |
| 1994 | Edi Orioli | Cagiva Elefant 900 |

### Campeonato Mundial de Motocross
- Campeonatos mundiales de pilotos de 125cc

| Año  | Campeón        | Motorcicleta |
| ---- | -------------- | ------------ |
| 1985 | Pekka Vehkonen | Cagiva WMX   |
| 1986 | David Strijbos | Cagiva WMX   |

- Campeonatos mundiales de constructores de 125cc
  - 1985, 1986, 1987

## Modelos
Modelos del pasado
De Carretera
- Alazzurra 350, motor de Ducati
- Alazzurra 350 GT, Ducati Motor
- Alazzurra 400, motor de Ducati
- Alazzurra 400 GT, Ducati Motor
- Alazzurra 650, motor de Ducati
- Alazzurra 650 GT, Ducati Motor
- Aletta Oro 125 S1
- Aletta Oro 125 S2
- Azules 125
- Indiana (con motor y marca Ducati)
- Freccia C9 125
- Freccia C10 125
- Freccia C12 125
- Mito
- Mito Mk II
- Mito Ev
- SS 175
- SST 125
- SST 250
- SST 350
- SuperCity 50/75
- SuperCity 125
- Roadster 521
- Roadster 200
- Low Rider 125
- Prima 50/75
- Planet 125
- Río 600
- Raptor 650, Suzuki Motor
- V-Raptor 650, el motor de Suzuki
- Raptor 1000, Suzuki Motor
- V-Raptor 1000, Suzuki Motor
- Xtra Raptor 1000, Suzuki Motor

Off road
- WMX 125
- WMX 200
- WMX 250
- WMX 500
- MXR 250
- RX 250
- MXR 500

Aventura - dual sport
- SXT 125
- SXT 175
- SXT 200
- SXT 250
- SXT 350
- T4 350 E
- T4 350 R
- T4 500 E
- T4 500 R
- Ala Blu 125
- Ala Blu 250
- Ala Blu 350
- AR Aletta Rossa 125
- AR Aletta Rossa 200
- AR Ala Rossa 350
- Elefant 125
- Elefant 350, motor de Ducati
- Elefant 650, motor de Ducati
- Elefant 750, motor de Ducati
- Elefant 900, motor de Ducati
- Canyon 500
- Canyon 600
- Gran Canyon 900, motor de Ducati
- W4 50/75/80
- W8 125
- W12 350
- W16 600
- Cruiser 125
- Tamanaco 125
- N90 125
- Cocis 50/75
- Navigator 1000, Suzuki motor

Scooter
- Pasando 125

Modelos actuales
- Mito SP 525
- Raptor 125
- River 500